# CartaCapital
CartaCapital ist ein wöchentlich erscheinendes brasilianisches Nachrichtenmagazin, das in Santana de Parnaíba, São Paulo und João Pessoa, Paraíba erscheint und von Editora Basset im ganzen Land vertrieben wird. Die Schwerpunkte des Magazins liegen auf Politik, Wirtschaft, Soziale Probleme und Kultur.

## Geschichte
CartaCapital wurde 1994 als Zeitschrift von Mino Carta, einem italienisch-brasilianischen Journalisten, gegründet. 1968 gründete Carta zusammen mit Victor Civita Brasiliens führendes Nachrichtenmagazin Veja. Acht Jahre später gründete er IstoÉ, ein weiteres beliebtes Nachrichtenmagazin. Unzufrieden mit dem Ergebnis der Magazine, an deren Gründung er beteiligt war, gründete Carta CartaCapital als Alternative zu diesen. Carta ist bekannt für sein kleines Team; es hat nur elf Journalisten.
Das Magazin erschien monatlich, bis es 1996 auf zweiwöchentlich umgestellt wurde. 2002 wurde es auf wöchentlich umgestellt. Das Magazin ist dafür bekannt, dass es auf voreingenommene Weise Anliegen unterstützt, wie beispielsweise die beiden Kandidaturen von Luiz Inácio Lula da Silva, die Legalisierung der Abtreibung in allen Fällen, die Beibehaltung des aktuellen Alters der Strafmündigkeit und die Nichtauslieferung von Cesare Battisti nach Italien, neben anderen kontroversen Themen. Carta argumentiert, dass das Magazin auf diese Weise vermeiden möchte, sich hinter einem Vorhang der Unparteilichkeit zu verstecken und seinen Lesern gegenüber unehrlich zu sein.

## Jüngste Auflagengeschichte
| Jahr          | 2015   | 2016 | 2017   | 2018   | 2019 | 2020   | 2021  |
| ------------- | ------ | ---- | ------ | ------ | ---- | ------ | ----- |
| Gesamtauflage | 21.877 | N/A  | 17.139 | 26.709 | N/A  | 17.039 | 2.919 |

## Bemerkenswerte Mitwirkende
- Márcio Alemão
- Paulo Henrique Amorim
- Nirlando Beirão
- Cesar Calejon
- Wálter Fanganiello Maierovitch
- Antônio Delfim Netto
- José Onofre
- Sócrates
- Pedro Alexandre Sanches
- Ana Paula Sousa
- Drauzio Varella
- Thomaz Wood Jr.
- Maurício Dias
- Jean Wyllys
- Vladimir Safatle
- Djamila Ribeiro